# Сейфедин Сулеймани
Сейфедин Сулеймани (на албански: Sejfedin Sulejmani; на македонска литературна норма: Сејфедин Сулејмани) е университетски професор, философ от Социалистическа република Македония.

## Биография
Роден е на 30 май 1938 година в кумановското село Извор. Основно образование завършва в родното си село. Учи в учителска школа в Скопие, а след това и философия в Скопския университет. По-късно става доктор на философските науки от Прищинския университет. В периода 1970-1974 е главен редактор на вестник „Флака е влазеримит“. От 1975 започва да преподава по социология и философия като професор в Скопския и Прищинския университети. Има повече от 300 научни труда. Пише още пиеси, драми, критики. От 1970 е член на дружеството на писателите на Македония. От 1974 до 1978 е член на Изпълнителния съвет на СРМ.